# 107 Eskadra IAF

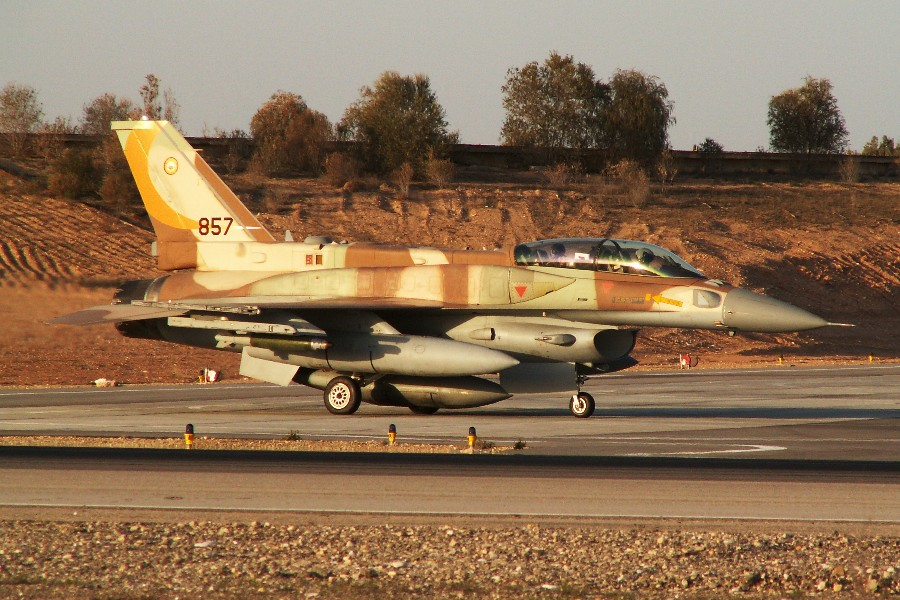
F-16I Sufa

107 Eskadra (hebr. Ha'Rosh Ha'Ariyeh, Rycerze Pomarańczowego Ogona) – uderzeniowa eskadra Sił Powietrznych Izraela, bazująca w Chacerim i Ramon w Izraelu.

## Historia
Eskadra została sformowana w styczniu 1953 i składała się z około 15 samolotów myśliwskich Supermarine Spitfire (przeniesione ze 101 Eskadry), które operowały z bazy lotniczej Ramat Dawid. Jednakże już w marcu 1954 podjęto decyzję o rozwiązaniu eskadry, a jej samoloty przeniesiono do 105 Eskadry.
W 1962 ponownie sformowano 107 Eskadrę, do której przeniesiono około 11 samolotów odrzutowych Meteor F.8,FR.9 z 117 Eskadry. 30 listopada 1964 eskadrę wyposażono w 24 nowe samoloty myśliwsko-bombowe Ouragan. Podczas wojny sześciodniowej eskadra przeprowadziła 475 lotów bojowych, tracąc tylko 3 samoloty.
W lutym 1971 107 Eskadra została czwartą eskadrą izraelskich sił powietrznych wykorzystującą samoloty myśliwsko-bombowe F-4E Phantom (ogółem 24 maszyny). Podczas wojny Jom Kipur samoloty eskadry odniosły 31 zwycięstw powietrznych, tracąc 4 samoloty własne.
Począwszy od lipca 2005 do 107 Eskadry zaczęto wprowadzać samoloty wielozadaniowe F-16I.

## Wyposażenie
Obecnie na wyposażeniu 107 Eskadry znajdują się następujące samoloty:
- samoloty wielozadaniowe F-16I Sufa.